# 408. strelska divizija (ZSSR)
408. strelska divizija (izvirno rusko 408. стрелковая дивизия; kratica 408. SD) je bila strelska divizija Rdeče armade v času druge svetovne vojne.

## Zgodovina
Divizija je bila ustanovljena marca 1942 v Jerevanu.